# Los Ángeles de San Rafael
Los Ángeles de San Rafael és una urbanització segoviana pertanyent a la comunitat autònoma de Castella i Lleó. La urbanització forma part del municipi d'El Espinar.
El Pla Parcial que va donar lloc a la urbanització de la finca "El Carrascal" va ser aprovat el 28 de setembre de 1967 a instàncies de Jesús Gil. El governador civil aleshores era Adolfo Suárez González.
Es troba en plena sierra de Guadarrama, en una zona en plena expansió i desenvolupament, gaudeix d'una temperatura mitjana anual de 13 °C i 20 °C els mesos d'estiu. Disposa de serveis com a baixador de Renfe, parada d'autobús, ambulatori, correus, oficina de l'ajuntament, etcètera.
Entre els serveis d'oci s'inclouen hotels, restaurants, bars de copes, cinema, piscina comunitària, centre spa, i instal·lacions per a practicar esports, com a tennis, pàdel, cable esquí, futbol, futbol sala, futbol 7, golf i hípica.
El 16 de juny de 1969 58 persones van morir i altres 150 van resultar ferides en cedir el sostre d'un edifici on se celebrava un banquet. Atès que Jesús Gil era l'amo de tot el complex, fou condemnat a presó. Malgrat la gravetat dels fets, tan sols 27 mesos després abandonava la presó gràcies a un indult que li va concedir el govern de Francisco Franco.